# Saint-Sever-Calvados
Saint-Sever-Calvados és un municipi francès situat al departament de Calvados i a la regió de Normandia. L'any 2007 tenia 1.369 habitants.

## Demografia

### Població
El 2007 la població de fet de Saint-Sever-Calvados era de 1.369 persones. Hi havia 560 famílies de les quals 200 eren unipersonals (68 homes vivint sols i 132 dones vivint soles), 216 parelles sense fills, 120 parelles amb fills i 24 famílies monoparentals amb fills.
La població ha evolucionat segons el següent gràfic:
Habitants censats

### Habitatges
El 2007 hi havia 689 habitatges, 567 eren l'habitatge principal de la família, 53 eren segones residències i 69 estaven desocupats. 650 eren cases i 36 eren apartaments. Dels 567 habitatges principals, 317 estaven ocupats pels seus propietaris, 236 estaven llogats i ocupats pels llogaters i 14 estaven cedits a títol gratuït; 8 tenien una cambra, 49 en tenien dues, 124 en tenien tres, 180 en tenien quatre i 207 en tenien cinc o més. 415 habitatges disposaven pel capbaix d'una plaça de pàrquing. A 291 habitatges hi havia un automòbil i a 161 n'hi havia dos o més.

### Piràmide de població
La piràmide de població per edats i sexe el 2009 era:
| Homes | Edats   | Dones |
| ----- | ------- | ----- |
| 0     | 95 o +  | 20    |
| 8     | 90 a 94 | 28    |
| 12    | 85 a 89 | 44    |
| 12    | 80 a 84 | 36    |
| 32    | 75 a 79 | 60    |
| 56    | 70 a 74 | 52    |
| 40    | 65 a 69 | 64    |
| 28    | 60 a 64 | 32    |
| 28    | 55 a 59 | 24    |
| 52    | 50 a 54 | 64    |
| 48    | 45 a 49 | 28    |
| 40    | 40 a 44 | 28    |
| 32    | 35 a 39 | 40    |
| 40    | 30 a 34 | 40    |
| 32    | 25 a 29 | 32    |
| 32    | 20 a 24 | 20    |
| 44    | 15 a 19 | 20    |
| 32    | 10 a 14 | 44    |
| 32    | 5 a 9   | 28    |
| 36    | 0 a 4   | 24    |

## Economia
El 2007 la població en edat de treballar era de 725 persones, 486 eren actives i 239 eren inactives. De les 486 persones actives 434 estaven ocupades (238 homes i 196 dones) i 53 estaven aturades (22 homes i 31 dones). De les 239 persones inactives 89 estaven jubilades, 60 estaven estudiant i 90 estaven classificades com a «altres inactius».

### Ingressos
El 2009 a Saint-Sever-Calvados hi havia 557 unitats fiscals que integraven 1.192 persones, la mediana anual d'ingressos fiscals per persona era de 14.741 €.

### Activitats econòmiques
Dels 85 establiments que hi havia el 2007, 2 eren d'empreses extractives, 3 d'empreses alimentàries, 2 d'empreses de fabricació d'altres productes industrials, 7 d'empreses de construcció, 23 d'empreses de comerç i reparació d'automòbils, 3 d'empreses de transport, 8 d'empreses d'hostatgeria i restauració, 5 d'empreses financeres, 5 d'empreses immobiliàries, 8 d'empreses de serveis, 15 d'entitats de l'administració pública i 4 d'empreses classificades com a «altres activitats de serveis».
Dels 25 establiments de servei als particulars que hi havia el 2009, 1 era una gendarmeria, 1 oficina de correu, 4 oficines bancàries, 3 tallers de reparació d'automòbils i de material agrícola, 1 autoescola, 1 guixaire pintor, 1 fusteria, 2 lampisteries, 1 electricista, 3 perruqueries, 1 veterinari, 3 restaurants, 2 agències immobiliàries i 1 tintoreria.
Dels 12 establiments comercials que hi havia el 2009, 1 era un hipermercat, 2 fleques, 3 carnisseries, 2 botigues de roba, 1 una botiga de roba, 1 una sabateria, 1 una botiga de material de revestiment de parets i terra i 1 una joieria.
L'any 2000 a Saint-Sever-Calvados hi havia 38 explotacions agrícoles que ocupaven un total de 462 hectàrees.

## Equipaments sanitaris i escolars
El 2009 hi havia 1 farmàcia i 2 ambulàncies.
El 2009 hi havia 1 escola maternal i 1 escola elemental. Saint-Sever-Calvados disposava d'un col·legi d'educació secundària amb 218 alumnes.

## Poblacions més properes
El següent diagrama mostra les poblacions més properes.